# 阿道夫·多伊歇尔
阿道夫·多伊歇尔（Adolf Deucher，1831年2月15日—1912年10月17日）是一位瑞士政治家，瑞士联邦委员会委员（1883年-1912年）。他于1883年4月10日被选为委员，任职至1912年7月10日在任内去世。阿道夫·多伊歇尔是瑞士自由民主党成员。
在任期内，他主要主持领导了以下部门的工作：
- 司法与警政部（1883年）
- 邮政与铁道部（1884年）
- 内政部（1885年）
- 政治部（1886年）
- 贸易与农业部（1887年）
- 工业与农业部（1888年-1895年）
- 贸易、工业与农业部（1896年）
- 政治部（1897年）
- 贸易、工业与农业部（1898年-1902年）
- 政治部（1903年）
- 贸易、工业与农业部（1904年-1908年）
- 政治部（1909年）
- 贸易、工业与农业部（1910年-1912年）

阿道夫·多伊歇尔于1886年、1897年、1903年和1909年四度出任瑞士联邦总统。

## 外部連結
- Chantal Lafontant: Adolf Deucher在線上《瑞士歷史辭典》中的德文、法文或版詞條。